# 蘇林群島海洋國家公園
蘇林群島海洋國家公園（皇家轉寫：Utthayan Haeng Chat Muko Surin）或稱素林群島海洋國家公園，位於泰国南部的攀牙府，範圍包括安达曼海上蘇林群島五個島嶼，其中有兩個較大的島嶼，三個較小的島。蘇林群島在泰國本土西方約60公里，距離缅甸最南端的克里斯蒂島約18公里。
蘇林群島海洋國家公園涵蓋島嶼及其周邊海域，面積135平方公里。1981年7月泰國政府宣布該地為國家公園，為泰國第29個國家公園。蘇林群島海洋國家公園以潛水勝地聞名於世。2003年12月列入東協遺產公園；2021年泰國提報「安達曼海自然保護區」為世界遺產預備名單，包含6處國家公園與保護區，蘇林群島海洋國家公園為其中之一。

## 地理
蘇林群島位於泰國南部的攀牙府，東北邊距離曼谷約550公里，南邊距離普吉島約160公里，西邊距離泰國本土約60公里，北邊距離缅甸最南端的克里斯蒂島約18公里。兩個較大的島嶼蘇林紐埃島（Ko Surin Nuea），或稱北蘇林島（North Surin Island）；以及蘇林台島（Ko Surin Tai），或稱南蘇林島（South Surin Island），兩個大島之間距離僅200公尺。三個比較小的島嶼分別為兩個大島南邊的凱島（Ko Kai）、西邊的巴生島（Ko Klang），以及北邊的里島（Ko Ri）。蘇林群島海洋國家公園涵蓋島嶼及其周邊海域面積135平方公里，約76%為海洋，24%為陸地。
蘇林群島推測生成於中生代，由印度板块與掸泰地体擠壓產生由緬甸至泰國西海岸的一連串島嶼，包括蘇林群島、蘇林群島北邊的丹老群岛、南邊的西密兰群岛等，這些島嶼的地質均為花崗岩。
蘇林群島位於安達曼海，此地區海水清澈，溫度適中，為珊瑚礁成長的理想環境。安達曼海的潮汐為半日潮型，24小時內潮漲潮落兩次，最高潮與最低潮差可達3公尺，產生相當強的沿岸海流。

### 氣候
蘇林群島為热带季风气候，一年當中有3個季節：熱季、雨季、涼季。熱季通常從二月中旬到五月中旬，此時盛行東南風，天氣酷熱少雨，通常最熱的月份是四月。雨季通常從五月中旬到十月中旬，此時盛行西南風，在南方有週期性的低壓帶，時常有大豪雨。雨量以九月最多，年平均降雨量超過3,000公厘。涼季通常從十月中旬到隔年二月中旬，此時盛行東北風。溫度會略為下降，但不會很冷。有時會下雨，但雨量沒有雨季那麼多。此地全年相對濕度都很高，全年平均約為 83－84%。

## 生態
蘇林群島周圍的上升流為浮游生物提供養分，這些浮游生物是魚類和其他海洋生物的食物。島嶼周圍環繞著大型、連續的裙礁，為泰國珊瑚礁發展最佳的地區，海灘地區為海龜的築巢區。島上的植被包括热带雨林（乾燥常綠森林）、海灘森林和红树林沼澤森林。南蘇林島高山密布，常綠森林茂密，島上的北邊有瀑布。蘇林群島有記錄的哺乳動物至少28種，最多樣化的群體是蝙蝠（18 種），其中包括一種新的蝙蝠（Hipposideros sp.）。此外，該地區記錄了105種鳥類。具有重要保護地位的有紫林鸽、大石鸻、大鳳頭燕鷗、綠蓑鳩、棕胸姬鶲、绿皇鸠、橙胸绿鸠、白腹海鵰、花冠皱盔犀鸟等。
蘇林群島海域有多樣化的海洋生態，根據2001年至2002年的一系列研究，有260種珊瑚礁魚、68種珊瑚、48種裸鰓類、31種蝦，海域可發現的海洋動物，包括玳瑁、綠蠵龜、棱皮龜、丽龟、藍斑條尾魟、古氏魟、爪哇裸胸鱔、曲紋唇魚、粒突箱鲀、藍鰭鰺、星斑叉鼻魨、領蝴蝶魚、鯨鯊、烏翅真鯊、灰三齿鲨、半帶皺唇鯊、大鱗魣等。蘇林群島已發現的蛇包括眼鏡王蛇、網紋蟒、紅樹竹葉青等。另外，裸趾虎属的Cyrtodactylus surin是蘇林群島的壁虎特有種。

## 保育與旅遊
1981年7月9日泰國政府宣布蘇林群島與周邊海域為國家公園，為泰國第29個國家公園。2003年12月蘇林群島海洋國家公園與攀牙灣國家公園、西密蘭群島海洋國家公園合列為東協遺產公園。2021年泰國提報「安達曼海自然保護區」為世界遺產預備名單，包含6處國家公園與保護區，蘇林群島海洋國家公園為其中之一。
蘇林群島以潛水勝地聞名於世，北蘇林島有國家公園工作站、遊客中心、餐廳、旅館、露營地，南蘇林島有海上遊牧民族莫肯人的村落，居民約200人。適合旅遊的季節為十一月至隔年四月，五月至十月盛行西南季風，雨量豐沛，海面上時常波濤洶湧。前往蘇林群島需由攀牙府庫拉布里縣搭船前往，航程約2－3小時。

## 外部連結
- 泰國觀光局－蘇林群島海洋國家公園（英文）
- Thai National Parks－蘇林群島海洋國家公園 （页面存档备份，存于）（英文）
- surinislands.com（英文）